# La'eeb
La'eeb (لعيب, lit. "jogador super habilidoso") é o mascote oficial da Copa do Mundo FIFA de 2022, realizada no Catar. Foi revelado oficialmente no dia 1 de abril de 2022.

## Descrição
La'eeb (لعيب), que significa "jogador super habilidoso", é um simpático ghutra antropomórfico. Um ghutra é um lenço de cabeça masculino, tradicional da cultura árabe.

## Criação e divulgação
É possível que a inspiração do personagem tenha vindo do próprio Emir do Catar, o xeque Tamim bin Hamad al-Thani. A cor branca foi escolhida por representar a "pureza".
La'eeb foi revelado em uma animação exibida pelo Comitê Organizador Local antes do sorteio dos grupos da Copa do Mundo FIFA de 2022, realizado em Doha, Catar, no dia 1 de abril daquele ano. A animação apresenta um "metaverso" com outros mascotes da Copa, inclusive o mascote da Copa do Mundo FIFA de 2014 no Brasil, Fuleco. Tamim bin Hamad al-Thani subiu ao palco para ser recebido pelo presidente da Fifa, Gianni Infantino, usando um ghutra. Em suas redes sociais, a FIFA publicou: "O mascote oficial da Copa do Mundo de 2022 está cheio de energia e vai trazer a alegria do futebol para todos. La'eeb acredita que 'Agora é Tudo' e encoraja todos a acreditarem em si mesmos". O diretor geral de marketing e comunicação do comitê organizador local, Khalid Ali Al Mawlawi, disse: "Estamos encantados em revelar La'eeb como o primeiro mascote oficial da Copa do Mundo no Oriente Médio e do mundo árabe".

## Recepção
Logo após sua divulgação, La'eeb se tornou um meme da Internet e foi comparado a Gasparzinho, além de associado à figura do "fantasma da série B" ou "fantasma do 7x1". O termo "fantasma" chegou às primeiras posições dos Trending Topics do Twitter. Após o início da Copa do Mundo, mais memes surgiram sobre La'eeb, que recebeu nomes como "tapioca homofóbica".